# Kap Bienvenue
Das Kap Bienvenue (französisch Cap Bienvenue ‚Willkommenskap‘) ist ein kleines, felsiges Kap von 44 m Höhe an der Küste des ostantarktischen Adélielands. Es liegt an der Ostseite der Einfahrt zur Piner Bay zwischen dem Astrolabe- und dem Zélée-Gletscher.
Luftaufnahmen des Kaps entstanden bei der US-amerikanischen Operation Highjump (1946–1947). Kartiert und benannt wurde es von Michel Barré (* 1919), Leiter der Überwinterungsmannschaft der von 1951 bis 1952 dauernden französischen Antarktisexpedition, die hier eine astronomische Beobachtungsstation errichtete. Namensgebend war, dass das Kap als eine willkommene, weil bis dahin nicht bekannte Anlandungsstelle diente.